# …Where the Shadows Lie
…Where the Shadows Lie je první album od finské heavy metalové, power metalové, viking metalové, symphonic metalové kapely Battlelore.

## Seznam skladeb
1. „Swordmaster“ - 5:36
2. „The Grey Wizard“ - 4:17
3. „Raging Goblin“ - 4:35
4. „Journey to Undying Lands“ - 5:50
5. „Shadowgate“ - 4:04
6. „Fangorn“ - 5:05
7. „The Green Maid“ - 3:44
8. „Khazad-Dûm Pt.1 (Ages of Mithril)“ - 5:20
9. „Ride with the Dragons“ - 4:17
10. „Feast for the Wanderer“ - 4:05